# ストロマ (漫画家)
ストロマ（1988年2月16日 - ）は、日本の漫画家。主に4コマ漫画を手がけている。

## 略歴
2007年ごろから、芳文社などの4コマ誌で読みきり作品が数回掲載された後、大阪コミュニケーションアート専門学校3年在籍時の2008年11月より、『まんがタイムきららMAX』（芳文社）で『ストロマロジック』を、『まんが4コマKINGSぱれっと』（一迅社）で『スターマイン』をそれぞれ連載開始。
『ストロマロジック』終了後は一迅社の4コマ漫画誌を活動のメインとし、『ぱれっと』の姉妹誌である『まんがぱれっとLite』でも『ふぃっとねす』を連載するなど、『ぱれっと』誌における中心作家の一人として活躍中。

## 主な作品

### 連載作品
- ふぃっとねす - 『まんがぱれっとLite』→『ぱれっとONLINE』にて連載。単行本は全2巻。
- ストロマロジック - 『まんがタイムきらら』2008年9月号および『まんがタイムきららキャラット』2008年10月号、11月号とゲスト掲載の後、『まんがタイムきららMAX』2009年1月号から同年9月号まで連載。単行本は未刊行。
- くらまちゃんにグイってしたらピシャってされた！ - 『ぱれっとONLINE』→『まんが4コマぱれっと』にて連載。単行本は全2巻。
- スターマイン - 『まんが4コマぱれっと』にて連載。単行本は既刊9巻。
- 仁科くんの編集冒険記 〜ラノベはダンジョンで創られる〜 - 『コミックグロウル』にて連載。原作は榊一郎。

### 読みきり
いずれも単行本未収録
- 人形とお遊び - 『まんがタイムきらら』2007年11月号に掲載。
- あまいも - 『まんがタイムきららフォワード』2008年4月号に掲載。
- おとめり - 『まんがタイムきららフォワード』2008年7月号および2009年6月号に掲載。
- まげる - 『まんがタイムきららキャラット』2008年8月号に掲載。